# Text rebut
Text Rebut o Textus Receptus en llatí, és un conjunt d'edicions impreses des del segle xvi fins al segle xix del text del Nou Testament en la seva llengua original, el grec koiné.
L'1 de Març de l'any 1516 a Basilea, actual Suïssa, fou publicada la primera edició sota el nom llatí: “Novum Instrumentum Omne”, per part del gran erudit renaixentista Erasme de Rotterdam, per encàrrec del seu editor Johann Froude.
Certament l'edició d'Erasme no fou la primera en ser impresa però sí va ser la primera en ésser publicada. La primera Bíblia impresa en les llengües originals fou l'anomenada Bíblia Políglota Complutense, del Cardenal Jimenz Cisneros, al 1514, però esperant el permís de Lleó X no va poder publicar-se fins al 1520.
Erasme, era home molt docte en grec, llatí, teologia (tenia un doctorat), escrits del cristianisme primitiu, etc. Que li va portar a realitzar una excel·lent feina. La seva voluntat era revisar la vigent edició de la Bíblia Vulgata llatina, on segons les seves paraules digué: "és just que sant Pau es dirigeixi als Romans en un llatí una mica millor".
Així doncs, contràriament al que es pensa i diu en l'actualitat, Erasme va realitzar una molt bona feina, alhora d'editar el text grec, per la qual cosa va consultar els manuscrits: Minúscul 1 eap, Minúscula1 rK, minúscul 2 e, minúscul 2 ap, minúscul 4 ap, minúscul 7p, minúscul 817. A més de conèixer bé escriptors cristians com Ireneu de Lió, Policarp d'Esmirna, Agustí d'Hipona, Orígens, etc. També va consultar molts més manuscrits arreu d'Europa i rebre molta informació de les seves amistats intel·lectuals europees, fent de la seva versió una autèntica recopilació molt erudita que a penes tenia variants amb la resta de manuscrits de qualitat.
Erasme, realitzà cinc edicions al llarga de la seva vida, la primera de 1516, la segona al 1519, amb la qual va fer 440 correccions respecte a l'anterior, la majoria de les quals de caràcter tipogràfic. Aquesta segona edició de 1519 fou utilitzada per Martí Luter, el Reformador que va traduir el Nou Testament a l'alemany perquè tots els alemanys poguessin conèixer per ells mateixos a Déu, fet que va disparar l'alfabetització arreu d'on prosperava la Reforma protestant i que encara avui restà part d'aquest herència als països protestants amb el seu ampli desenvolupament. Al 1522 Erasme va publicar la seva tercera edició, la qual va comparar amb més fonts entre elles la Bíblia Políglota del Cardenal Cisneros. La seva quarta edició sortí al 1527. La darrera de les seves edicions fou al 1535, un pocs mesos abans que moris, on queda clar fins quin punt va involucrar-se Erasme amb les Sagrades Escriptures i revisar-les.
Després d'Erasme, foren molts el que van editar el seu text i revisar-lo amb molts manuscrits que anaven apareixent noves i edicions del text del Nou Testament en Grec, on a penes hi trobaven diferencies que no fossin ortogràfiques, amb la qual cossa ens és un reflex de fiable ens ha arribat el Nou Testament des de la seva redacció original.
Destacar edicions com les de Robert Estienne, conegut com Staphanus, on al 1551 publicà la quarta, i última, de les seves edicions on va consultar molts més manuscrits canviant molt poques coses del text d'Erasme del qual procedia, i fou a més, en aquesta edició on es va afegir els números dels versicles per primera vegada, emprats fins al dia d'avui.
Seran Abraham i Bonaventura Elzevir, tiet i nebot, van publicar un edició, la segona de les seves publicades, al 1633 on afegien al pròleg: “Textum ergo habes, nunc ab omnibus receptum: in quo nihil immutatum aut corruptum damus” que traduït seria: així que sostens el text, ara rebut per tots, en el qual (no hi ha) res corrupte. Aquí serà on apareix el concepte Text Rebut, com a signe de que el text de la Sagrada Bíblia que tenim avui és el mateix que el que fou escrit al segle i.
Hi hagué més edicions essent la més popular la de Frederick Henry Ambrose Scrivener, en dels erudits en el text del Nou Testament de tota la història, va editar una versió del text de la Bíblia anglesa de la versió autoritzada del rei Jaume, “King James” on va buscar les fonts que el comitè al segle XVII van utilitzar i el text resultant, que coincideix amb l'edició de Stephanus llevat de 293 variants i en l'edició de Beza en 193 de diferencia, la qual cosa és més del 99% de coincidència. Aquesta edició del 1894 és l'estàndard avui i és impresa i utilitzada per la Societat Bíblica Trinitària, la qual té la seva versió completa al català, essent una traducció molt literal i fluïda, la qual va ser traduïda amb el mètode d'equivalència formal, és a dir, paraula per paraula per tal de mantenir-se fidels, el màxim possible, al text original.
Respecte a altres edicions el Text Rebut manté un text continuat i estable, amb versicles, o parts de versicles, que ja són registrats en l'ús de l'església primitiva, Aquí és on es dona la forta rivalitat amb els textos crítics grecs del Nou testament tal com, Nesté-Aland actual, Wescot i Hort, etc. On eliminen paraules i versicles amb el fonament de que els manuscrits que els consideren millors, com el Codex Vaticanus o el Codex Sinaiticus, entre d'altres, són menors en numero però més antics. Si bé és cert que són més antics, no són pas més utilitzats, ja que gairebé tots aquests manuscrits utilitzats per desprestigiar el Text Rebut o el Text Bizantí/Majoritari, van ser descartats i marginats pels seus contemporanis, d'aquí que es poguessin conservar millor, perquè eren en certa part defectuosos, per errors de copista. Un manuscrit utilitzat molt difícilment sobreviu més de dos segles, però van ser copiats i recopilats, i és aquest el cas del Text Rebut, més nombrós per ser més utilitzat, el qual a més prové de la zona de l'actual Turquia i Grècia, on l'Imperi Romà d'Orient va mantenir la llengua grega en ús. A més que, fou en aquesta zona de parla grega, on les primeres esglésies cristianes reberen directament dels Apòstols o dels seus acompanyants com Lluc i Marc, els Autògrafs Originals, com l'església de Tessalònica, de Corint, de Galàcia, de Coloses, etc.
Aquestes raons porten a concloure el següent: 
1. El Text Rebut és un digne, i legítim, representant del text original del Nou Testament, ja que el seu llenguatge, context, ús i registre, es pot remontar fins a les prineres esglésies apostóliques dels primers segles.
2. Va ser revisat per diversos i prestigiosos erudits, ja que, el Text Rebut té de més de quaranta edicions de diferents editors.
3. És el text que ha rebut l'Església i que ha transmés de manera concordant arreu del cristianisme grecoparlant. Tant els manuscrits, com les referències que hi al·ludeixen son de sòlida base documental. El Dr. Maurice A. Robinson ha demostrat com un text antic pot estar present en una copia més tardana.
4. Les cites dels pares de l'església ajuden a corroborar certs passatges que han estats qüestionats per la crítica textual en certs moments, com per exemple: Lluc 23:34, Mateu 6:13, Joan 7:53-8:11, Mc 16:9-20, etc. Dean John Burgon va demostrar que la majoria de les cites patrístiques del NT encaixen mab el text de la família bizantina.